# Груша лохолистная
Груша лохолистная (лат. Pýrus elaeagrifolia) — древесное растение, вид рода Груша, семейства Розовые. Впервые описан Палласом в 1793 году.

## Описание
Листопадное медленно растущее дерево с раскидистой разреженной кроной и колючими ветвями с войлочноподобной поверхностью, вырастает до 6—10, реже до 15 метров. Хорошо переносит морозы (до −25…−30 °С), сухость и почвы, и воздуха, городские условия, солеустойчива. Размножается семенами.
Листья
Форма листьев ланцетная, длина 4—9 см, ширина значительно меньше, в верхней части 1—2 см, цвет серебристый, фактура обеих поверхностей серо-войлочная, напоминает листья лоха.
Цветки
Цветки обоеполые, опыляются насекомыми, диаметр достигает 2,5 см. Имеют 5 чашелистиков, 5 лепестков и 5 столбиков, раздельных до основания. Количество тычинок от 20 до 50. Каждое гнездо завязи содержит 2 семечка.
Плоды
Плод — ложная костянка, до 2 см длиной.

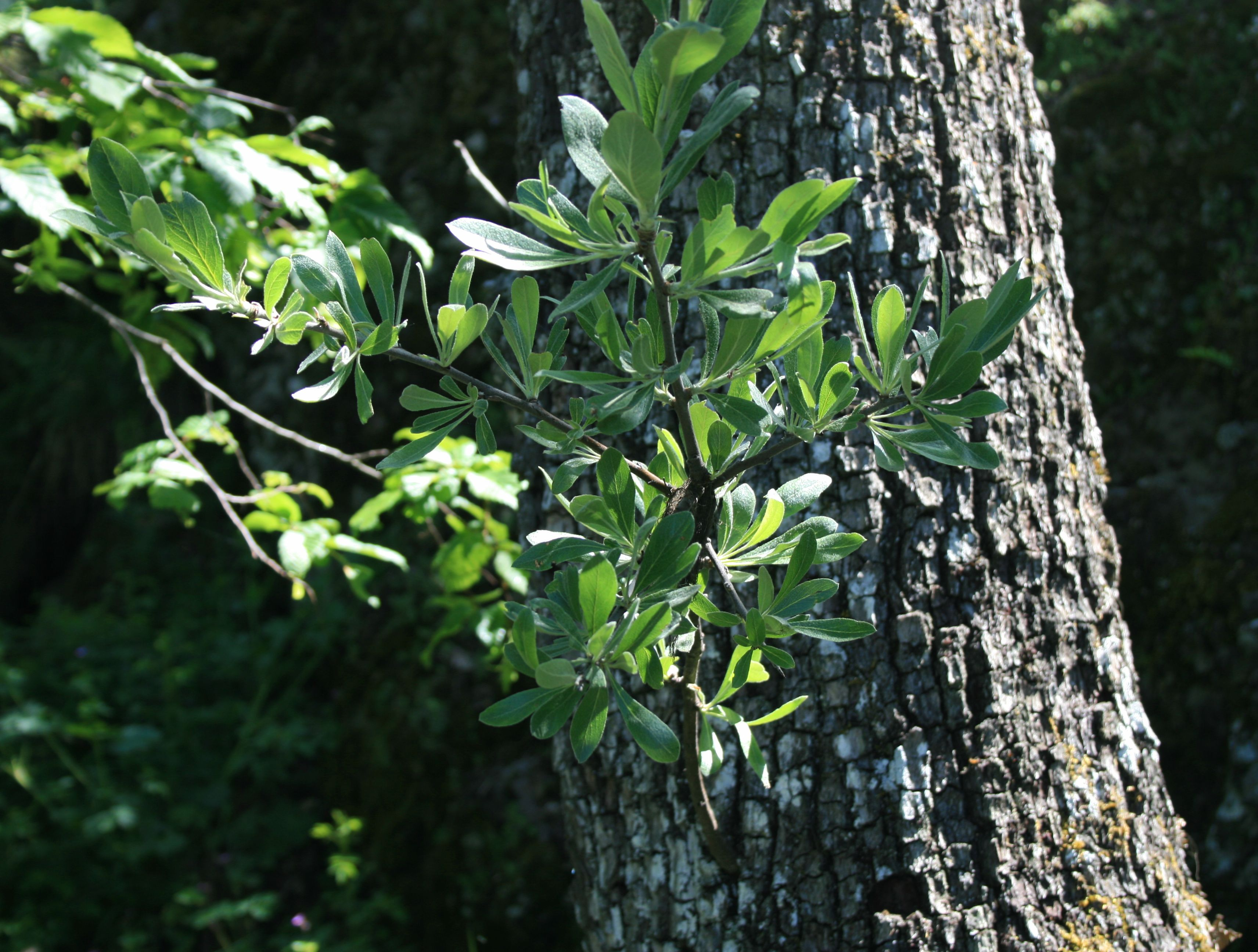
Ствол
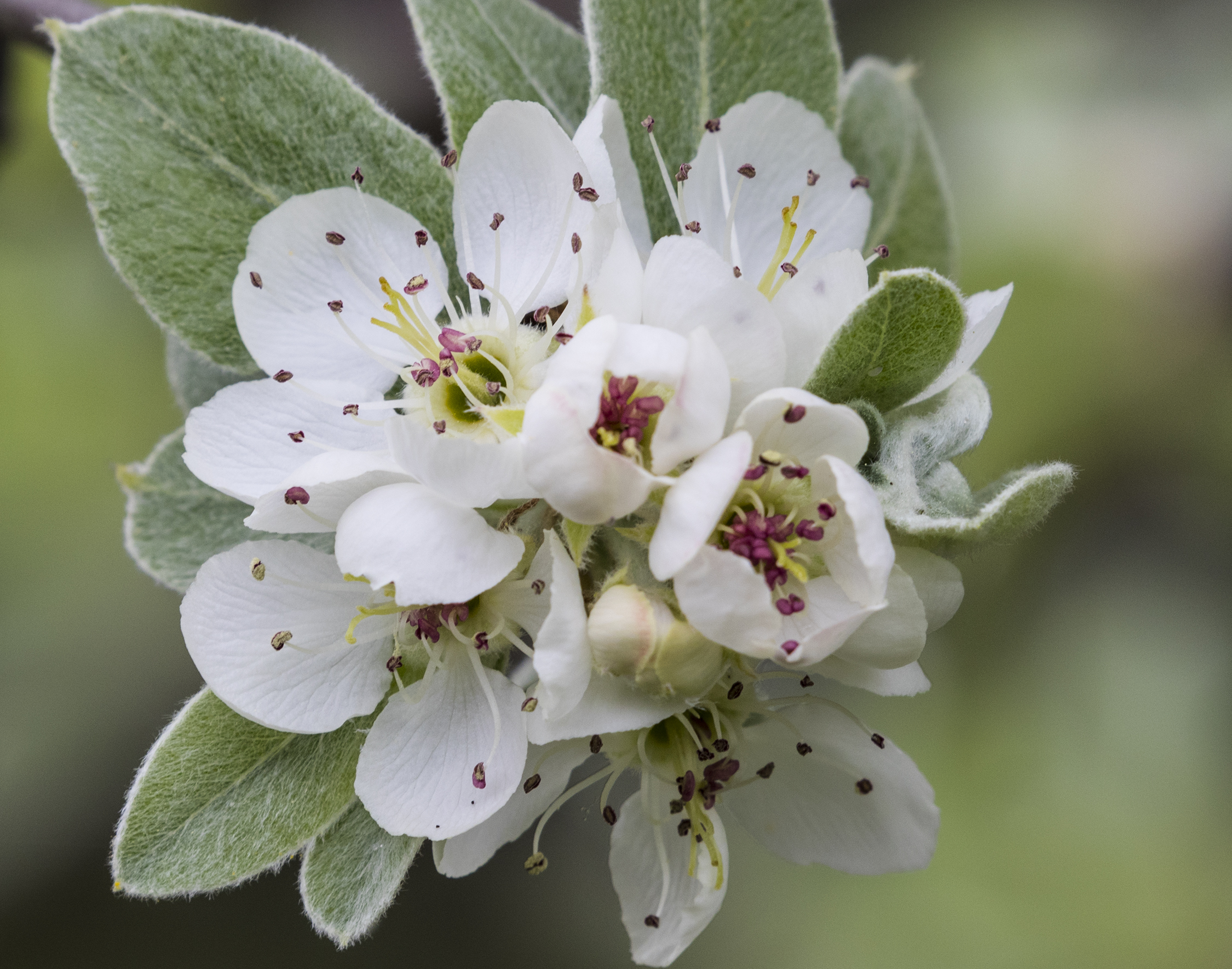
Соцветие
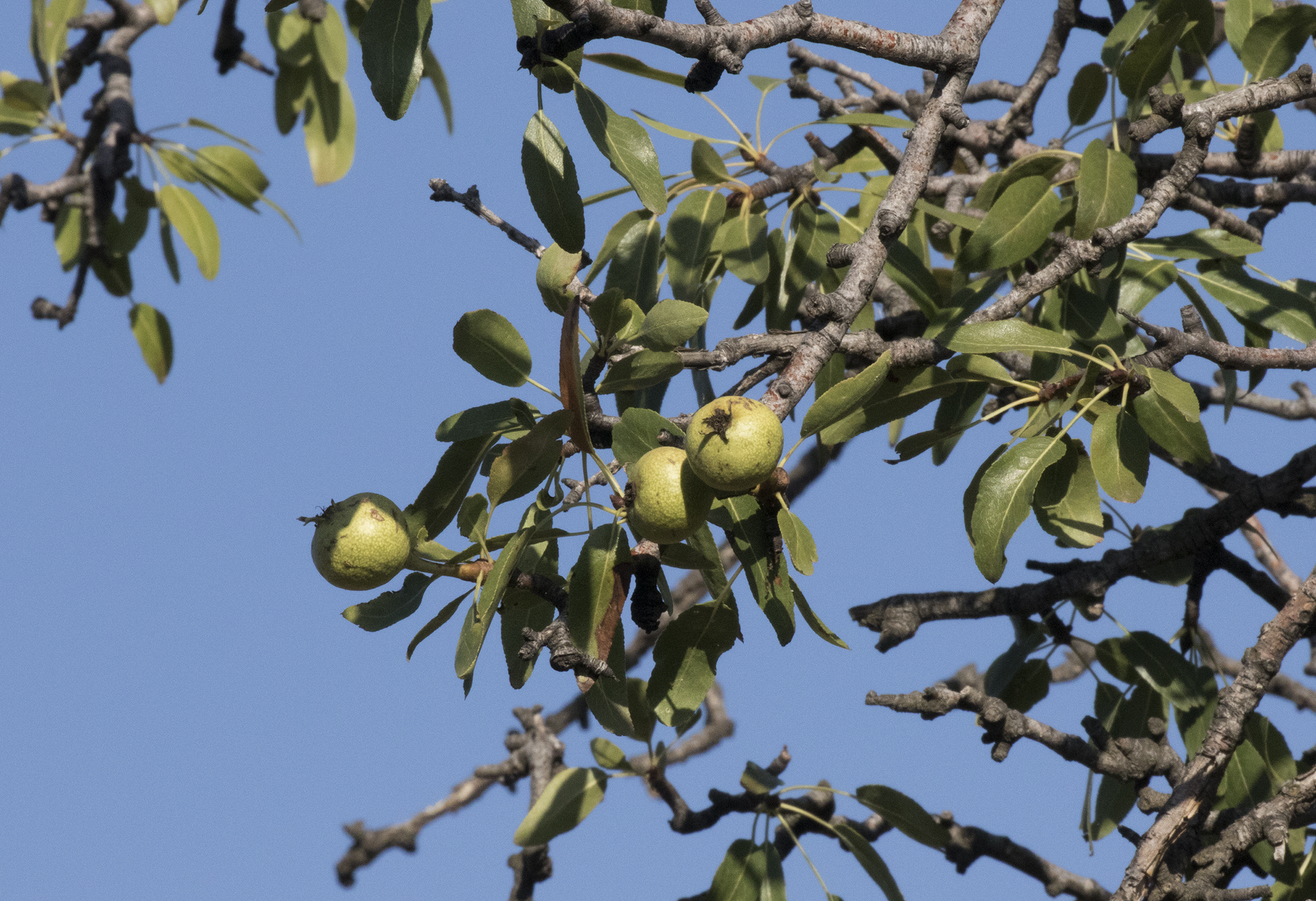
Ветвь с плодами

## Места произрастания
Произрастает в листопадных и хвойных лесах и редколесьях на высоте до 1700 м над уровнем моря.
Ареал находится на юго-востоке Европы и западе Азии, захватывает территорию Албании, Болгарии, Греции, Румынии, европейской части Турции, турецкую провинцию Анатолия. Встречается на сухих склонах и в каменистых местах южного и восточного Крыма, на Кавказе и в Закавказье.

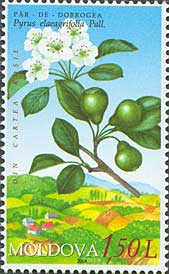

## Применение
Используется в качестве засухоустойчивого подвоя для культурных сортов груши.
Применяется при озеленении и создании лесозащитных полос, особую ценность представляет для сухих каменистых склонов и засушливых районов с неблагоприятными почвенными условиями. В садово-парковом искусстве используется для создания контрастных композиций на фоне тёмно-зелёных насаждений и для создания красивых колючих живых изгородей.
Спелые плоды, съедобные и в сыром виде, используются в кулинарии с применением тепловой обработки.